# Шакотіс
Шако́тіс (лит. šakotis, пол. sękacz, біл. банкуха) — традиційний литовський, польський та білоруський торт незвичайної форми з яєчного тіста, спечений на відкритому вогні. Найчастіше весільний. У перекладі з литовської — «гіллясте дерево». Занесений до Литовського національного фонду кулінарної спадщини.
Тісто для Шакотіса готується з додаванням великої кількості яєць — від 30 до 50 штук на 1 кілограм борошна. Випікають торт на дерев'яному рожні, який, по мірі запікання, умочують в тісто або поливають ним, повертаючи над відкритом вогнем. Стікаючи, тісто приймає форму численних «гілочок».
Розмір найбільшого спеченого шакотіса — 2,3 метри. Для його виготовлення знадобилось 1200 яєць, загалом 160 кг тіста.